# Vladimir Ivanovič Dal'
Vladimir Ivanovič Dal' (in russo Влади́мир Ива́нович Даль?; Luhans'k, 22 ottobre 1801 – Mosca, 4 ottobre 1872) è stato un linguista e medico russo.

## Biografia
Firmò le sue opere con lo pseudonimo di Kazak Luganskij ("Il cosacco di Lugansk").
Il padre era di origine danese, pertanto il cognome russo risulta essere una traslitterazione dell'originale Dahl, grafia ancora utilizzata quando si scrive questo cognome nelle lingue occidentali.
Il suo percorso di formazione culturale culminò con gli studi in medicina e con l'approfondimento dei più importanti autori contemporanei, tra cui Puškin e Gogol'. Nel 1832 pubblicò il suo primo libro intitolato Russkie skazki ("Fiabe russe"), nel quale l'autore evidenziò doti di narratore e di etnografo. Verso la metà del secolo fece uscire il libro Suever'jach i predrassudkach russkogo naroda ("Sulle credenze, le superstizioni e i pregiudizi del popolo russo", 1846), seguito da quattro libri di fiabe novelle e racconti. Nel 1845 fu fra i membri fondatori della Società geografica russa. Dal 1847 al 1862 si impegnò in vari settori, spaziando dalla linguistica, con studi sui proverbi e sui dialetti russi, ai romanzi.
Negli anni sessanta dell'Ottocento pubblicò i libri che lo resero famoso, ossia il Dizionario esplicativo della lingua grande-russa viva, in russo Толковый словарь живого великорусского языка.
Lo scrittore viene considerato un pioniere del realismo, per la sua tendenza a cogliere parte del suo linguaggio letterario dal contesto popolare.